# 에드몽 로스탕

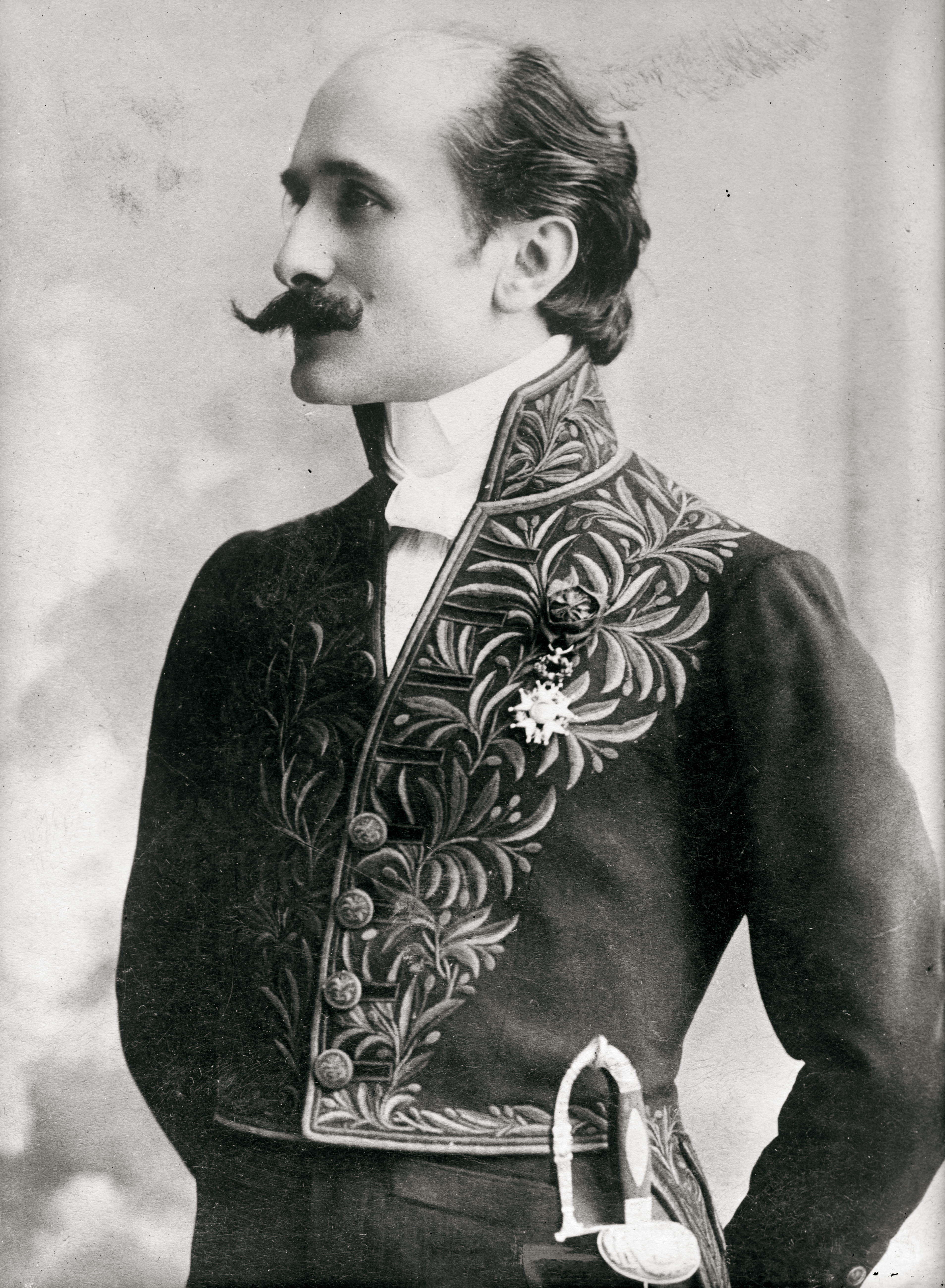
에드몽 로스탕

에드몽 로스탕(Edmond Rostand, 1868년~1916년)은 프랑스의 극작가이다.
마르세유에서 태어나 파리로 나왔다. 1894년 코메디 프랑세즈에서 그의 시극(詩劇) <로마네스크>가 상연되어 당시의 자연주의 연극 중에서 서정성이 인정되었다.
1897년 시재(詩才)와 기지를 종횡으로 휘두른 희곡 시라노 드 베르주라크를 발표하여 자연주의 연극에 권태를 느낀 당시의 관객에게 의고전적(擬古典的)인 낭만주의와 서민적인 국수주의로 참신한 감동을 주어 대성공을 거두고 당시 극계의 왕이 되었다. 10년 후에 같은 사상의 <수탉>을 냈으나 이미 시대는 달라져 전과 같은 성공은 얻지 못했다.
문학사적으로도 위고, 뒤마 페르 등의 유풍을 뒤따른 낭만파 연극을 일시적으로 부활시켰다고 할 수 있다. 기타 시극 <수리 새끼>(1900)와 말년에 실험적으로 시도한 우화극 <샹트클레르>(1910) 등이 있다.